# Jestřábník hroznatý

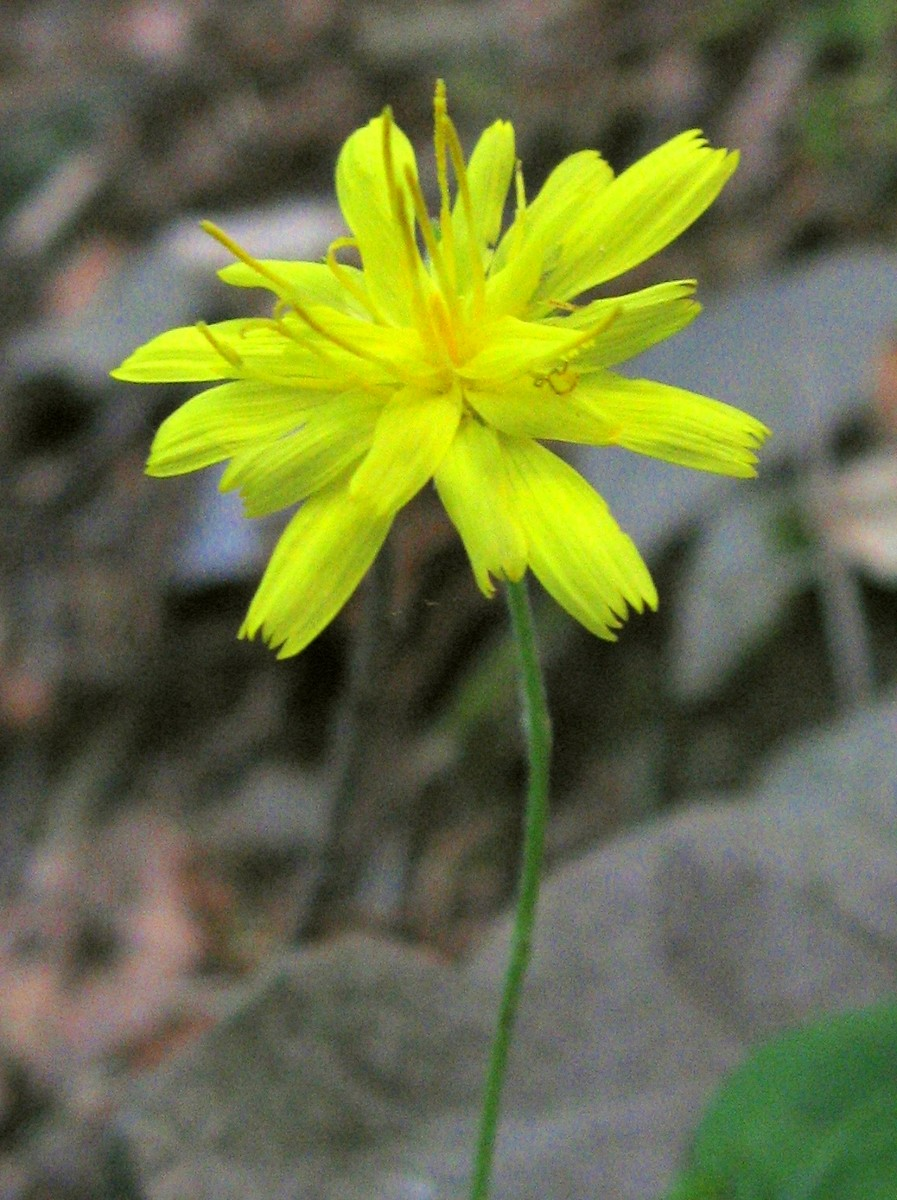
Květ jestřábníku hroznatého

Jestřábník hroznatý (Hieracium racemosum) je vytrvalá, polovysoká, žlutě kvetoucí, planě rostoucí rostlina, která se v přírodě České republiky často nevyskytuje. Je jedním z více než půl stovky druhů rodu jestřábník, které jsou součásti květeny ČR a mnohdy se rozmnožující apomikticky.

## Rozšíření
Druh je rozšířen hlavně v jižní Evropě od Španělska přes Itálii až na Balkán. Skromněji roste ve střední Evropě, v Rakousku, Švýcarsku, Maďarsku, Polsku a Rumunsku. Ostrůvkovitě se objevuje v Malé Asii.
Na území Česka se vyskytuje roztroušeně. Převážná část lokalit je v mezofytiku, nejvíce v oblastech Karpat a poměrně méně na Českomoravské vrchovině. Je zřejmý postupný zánik lokalit v západní části Čech, kde má pouze izolované arely. Pořídku roste ve vlhkých křovinách, po okrajích lesů a ve světlých hájích.

## Popis
Vytrvalá rostlina s přímou lodyhou vyrůstající do výšky 30 až 80 cm. Podélně rýhovaná lodyha, s roztroušenými až hustě nahloučenymi hvězdovitými chlupy, je porostlá listy buď rovnoměrně rozloženými, nebo v dolní části hustě seskupenými, které se směrem vzhůru zmenšují. Spodní listy jsou krátce řapíkaté, horní jsou slabě objímavou bázi k lodyze přisedlé. Měkké a jemné listové čepele jsou vejčité až kopinaté, na vrcholu zašpičatělé a po obvodě celokrajné nebo jemně zubaté. Se svrchní strany jsou listy světle zelené až žlutozelené a se spodní jsou šedé až bělavě zelené a někdy porostlé jednoduchými chlupy.
Květenství je složeno obvykle z více než sedmi úborů a vytváří dlouhý hrozen. Má krátké, málo olistěné, převážně obloukovitě odstávající větvičky přecházející ve stopky květních úborů. Stopky, se světlými jednoduchými chlupy se žlázkami a s četnými hvězdovitými chlupy, mívají i několik listenů a u středního úboru květenství bývá stopka dlouhá asi 20 mm. Zákrov vejčitého tvaru bývá vysoký asi 12 mm, jeho přitlačené, kopinaté, na vrcholu tupé listeny, světle zelené nebo tmavě zelené barvy se světlým lemem, jsou porostlé jednoduchými chlupy a hlavně na okraji hvězdovitými chlupy. Oboupohlavné, pouze jazykovité květy vyrůstají na krátce zubatém květním lůžku, okvětní plátky mají světle žluté a ční z nich hnědočerné čnělky s rozeklanou bliznou. Kvete od srpna do října. Plody jsou nažky, zbarvené slámově žlutě až světle hnědě, dlouhé asi 4 mm. Množství a typ chlupů je u jestřábníků důležitým rozpoznávacím znamením.

## Ohrožení
Jestřábník hroznatý je v "Červeném seznamu cévnatých rostlin České republiky" ohodnocen stupněm (C4a). To značí, že je v České přírodě považován za druh téměř ohrožený a měl by být, pro klesající počet lokalit na kterých vyrůstá, i nadále sledován.